# Франк, Завелий Аронович
Завелий (Завель) Аронович Франк (1910, Жорнище, Липовецкий уезд, Киевская губерния, Российская империя — 1984, Кустанайская область) — директор совхоза «Железнодорожный» Кустанайской области, Казахская ССР. Герой Социалистического Труда (1957).

## Биография
Родился в 1910 году в селе Жорнище на территории современной Винницкой области. С 1928 года трудился рядовым колхозником, агрономом, главным агрономом, заведующим районного земельного отдела, директором МТС в Винницкой области. В 50-х годах XX столетия назначен первым директором совхоза «Железнодорожный» Кустанайской области, который получил для обработки 70 тысяч гектаров целинных и залежных земель. В 1955 году совхоз обработал 58 тысяч гектаров целины и в 1955 году — 62 тысячи гектаров. В 1956 году совхоз сдал государству 4 миллиона 600 тысяч пудов зерновых.
Указом Президиума Верховного Совета СССР от 11 января 1957 года за особо выдающиеся успехи, достигнутые в работе по освоению целинных и залежных земель, и получение высокого урожая удостоен звания Героя Социалистического Труда с вручением ордена Ленина и золотой медали «Серп и Молот».
Руководил совхозом «Железнодорожный» до 1974 года. После выхода на пенсию жил, работал и похоронен в городе Белгороде.